# ATP Challenger Cremona
Das ATP Challenger Cremona (offiziell: Trofeo Paolo Corazzi) war ein Tennisturnier, das von 2004 bis 2011 jährlich in Cremona auf dem Centro Sportivo Stradivari stattfand. Von 1997 bis 2003 wurde es bereits als Clubveranstaltung, von 2004 bis 2007 als Teil der ITF Future Tour ausgetragen, ehe es ab 2008 zur ATP Challenger Tour gehörte. Es wurde jeweils im Freien auf Hartplatz gespielt.

## Liste der Sieger

### Einzel
| Jahr | Sieger           | Finalgegner        | Ergebnis  |
| ---- | ---------------- | ------------------ | --------- |
| 2011 | Igor Kunizyn     | Rainer Schüttler   | 6:2, 7:62 |
| 2010 | Denis Gremelmayr | Marius Copil       | 6:4, 7:5  |
| 2009 | Benjamin Becker  | Izak van der Merwe | 7:63, 6:1 |
| 2008 | Eduardo Schwank  | Björn Phau         | 6:3, 6:4  |

### Doppel
| Jahr | Sieger                       | Finalgegner                        | Ergebnis |
| ---- | ---------------------------- | ---------------------------------- | -------- |
| 2011 | Treat Conrad Huey Purav Raja | Tomasz Bednarek Mateusz Kowalczyk  | 6:1, 6:2 |
| 2010 | Alexander Peya Martin Slanar | Rik De Voest Izak van der Merwe    | 7:5, 7:5 |
| 2009 | Colin Fleming Ken Skupski    | Daniele Bracciali Alessandro Motti | 6:2, 6:1 |
| 2008 | Eduardo Schwank Dušan Vemić  | Florin Mergea Horia Tecău          | 6:3, 6:2 |